# بخش خصوصی
بخش خصوصی بخشی از اقتصاد است که هم برای بهره‌های شخصی راه‌اندازی شده است و هم تحت کنترل دولت نیست. برعکس، شرکت‌هایی که بخشی از دولت هستند قسمتی از بخش عمومی به‌شمار می‌آیند. سازمان‌های خصوصی غیرانتفاعی به عنوان بخش اختیاری (Voluntary sector) در نظر گرفته می‌شود.

## استخدام
بخش خصوصی بخش عمده‌ای از نیروی کار را در برخی کشورها به کار می‌گیرد. در بخش خصوصی، فعالیت‌ها به وسیله انگیزه برای کسب درآمد هدایت می‌شوند.